# Battaglia di Imizu
La battaglia di Imizu (射水の戦い?, Imizu no tatakai) fu combattuta durante il periodo Sengoku da due daimyō rivali, Jinbō Nagamoto e Shiina Yasutane della provincia di Etchū, il terzo mese del 1554.

## Contesto
Nagamoto e Yasutane erano stati avversari per anni, ed ebbero numerose schermaglie senza alcun chiaro vincitore. Il motivo scatenante che diede inizio alla battaglia fu l'improvvisa decisione di Nagamoto di marciare con più di 8000 soldati in direzione del distretto di Imizu di Etchū. Il clan Shiina non solo aveva radici ancestrali nel distretto di Imizu, ma il cugino di Shiina Yasutane, Shiina Tanehiro, controllava una fortezza alla periferia del villaggio di Oshima, la quale proteggeva un passaggio che era molto utilizzato per il commercio nelle terre Shiina, in particolare materiali da costruzione e sale. Se i Jinbō fossero stati in grado di conquistare la fortezza di Tanehiro, avrebbero ottenuto il controllo di un importante nodo commerciale, e soprattutto avrebbero stretto gli Shiina in una morsa economica. Tanehiro inviò un messaggero a Yasutane richiedendo assistenza immediata. Capendo l'importanza dell'evento Yasutane si mosse immediatamente con il suo esercito.
Nel frattempo, la fortezza di Oshima era ormai sotto assedio. L'esercito di Yasutane impiegò diciotto ore per arrivare allo scontro con le forze Jinbō, trovando Oshima già caduta e Tanehiro ucciso a seguito di un tentativo di carica contro le file Jinbō. L'arrivo dell'esercito Shiina fu accolto dai resti in fiamme della fortezza e dall'esercito Jinbō ormai pronto per la battaglia.

## Svolgimento della battaglia
La battaglia iniziò con una carica al fianco sinistro dell'esercito Shiina da parte del generale Jinbō Matsutake Kiyotarō, che nelle intenzioni avrebbe dovuto disperdere la forza principale Shiina. La carica fu assorbita dai lancieri del generale Nitta Kazunaga che furono in grado di tenerli occupati finché tutto l'esercito Shiina non si dispose sul campo di battaglia. La battaglia principale ebbe luogo comunque in uno spazio piuttosto ristretto costituito dai resti ardenti della fortezza di Oshima, da fitte foreste e ripide colline. A causa di questo, i combattimenti furono corpo a corpo e violenti, e solo una piccola frazione di entrambi gli eserciti fu effettivamente impegnata negli scontri durante i vari momenti della battaglia; forse meno di 1000 soldati da entrambe le parti combatterono contemporaneamente.
La battaglia di Imizu è meglio conosciuta come uno dei pochi casi documentati di combattimento corpo a corpo tra due daimyō sul campo di battaglia durante il periodo Sengoku. Secondo l'Etchu ranki, Nagamoto entrò nel campo Shiina mascherato con l'elmo di un soldato avversario morto, e attaccò Yasutane. Yasutane fu colpito alla mascella, ma fu salvato dai suoi vassalli prima che Nagamoto potesse sferrare il colpo mortale. Chiba Kazusa, che seguì il suo padrone Nagamoto nel campo nemico, ne permise la fuga a cavallo prima che i generali Shiina potessero catturarlo. Kazusa guidò le truppe che lo seguirono indossando l'elmo distintivo del suo signore, attirando l'attenzione su di sé. Uccise molti dei nemici e ritardò la ricerca di Nagatomo abbastanza a lungo per farlo fuggire. Pur essendo in inferiorità numerica e con il loro leader ferito, le forze Shiina furono in grado di sopraffare le forze Jinbō. Il generale dei Jinbō, Kiyoshige, amico e consigliere di Nagamoto, fu ucciso mentre copriva la ritirata Jinbō. Questa sconfitta indebolì i Jinbō e aiutò a far siglare una pace temporanea tra i due clan in quello stesso anno.